# Leucophenga repletoides
Leucophenga repletoides är en tvåvingeart som beskrevs av Bachli 1971. Leucophenga repletoides ingår i släktet Leucophenga och familjen daggflugor. Inga underarter finns listade i Catalogue of Life.